# Lyon Sprague de Camp

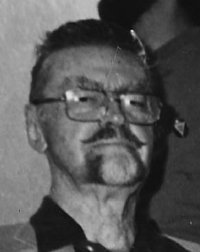
Lyon Sprague de Camp 1988

Lyon Sprague de Camp (* 27. November 1907 in New York, USA; † 6. November 2000 in Plano, Texas) war ein US-amerikanischer  Science-Fiction-, Fantasy- und Sachbuchautor und -Herausgeber.
De Camp, der zahlreiche Bücher und einige hundert Kurzgeschichten verfasste, ist vor allem durch seine Beiträge zu Science-Fiction und Fantasy-Geschichten bekannt. Im Lauf seiner Karriere erhielt eine Reihe der wichtigsten Preise, die in diesen Genres vergeben werden, darunter den Gandalf Grand Master Award for Lifetime Achievement in Fantasy (1976), zwei Jahre später den Grand Master Nebula Award und im Jahr 1984 den World Fantasy Award for Lifetime Achievement.
Neben Fantasy und Science-Fiction-Romanen verfasste De Camp Sachbücher, darunter Biografien von Howard Phillips Lovecraft und Robert E. Howard und ein Buch über den Atlantismythos. Mit Howard verband De Camp auch, dass er zusammen mit seinem Kollegen Lin Carter dessen Geschichten über Conan den Cimmerier fortsetzte.
Seine Autobiografie Time and Chance erhielt 1997 den Hugo Award für das beste Sachbuch.

## Leben

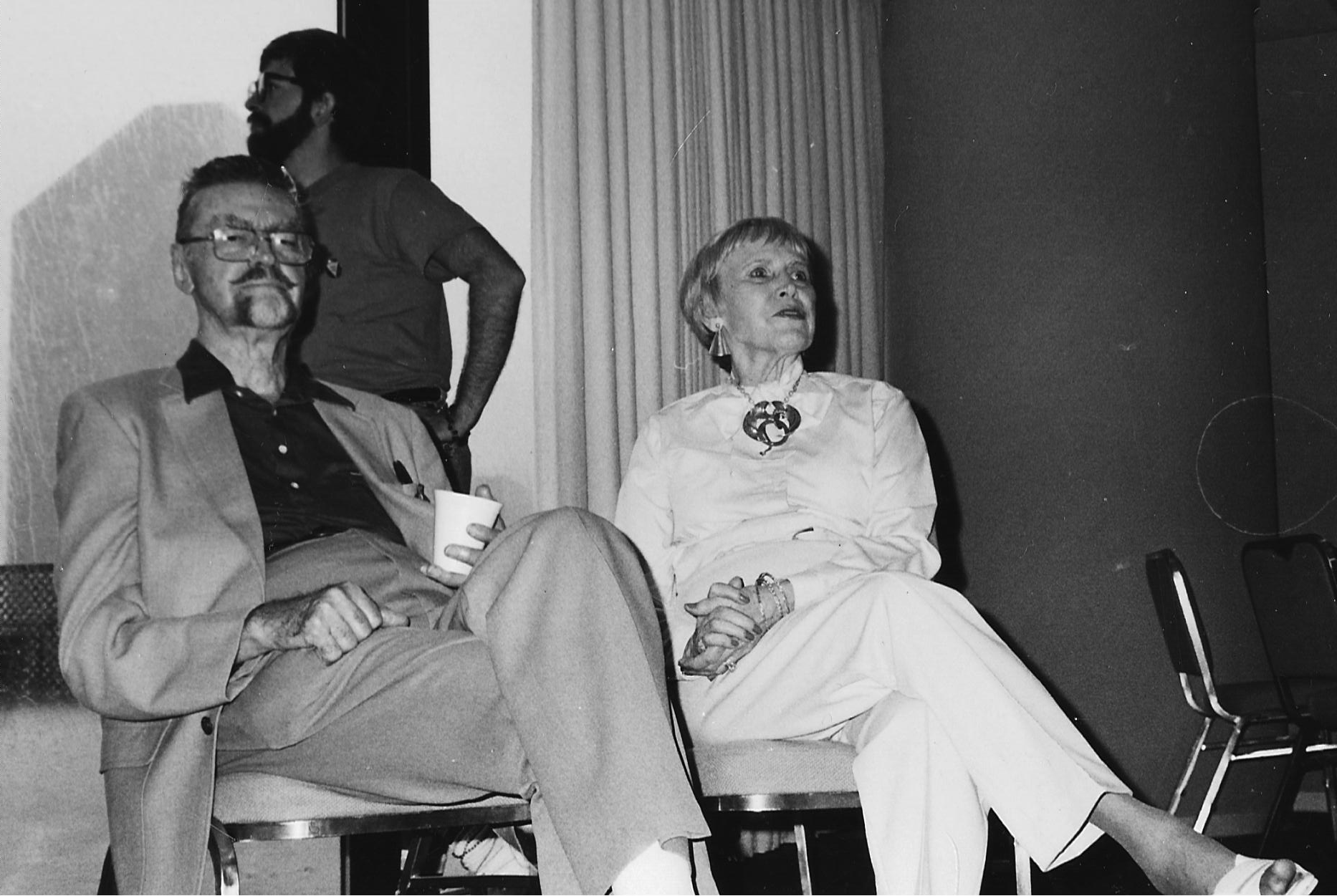
Lyon Sprague de Camp mit Ehefrau Catherine Crook de Camp

De Camp war der Sohn von Lyon de Camp und Emma Beatrice, geborene Sprague, Tochter von Charles Ezra Sprague, einem Bürgerkriegshelden und Fachmann für Buchhaltung. Die Familie war nicht wohlhabend, aber besaß 8000 Hektar Land im Herkimer County in den Adirondacks, wo der junge De Camp seine Sommerferien verbrachte, und man betrieb eine Sägemühle.
Er besuchte zunächst die Trinity School in New York. Da er ein eigensinniger Junge war, hielten seine Eltern eine Schule mit militärischer Disziplin für angezeigt und schickten ihn auf die Snyder School in North Carolina, wo er die folgenden zehn Jahre unter dem Mobbing der örtlichen Raufbolde zu leiden hatte, eine prägende Erfahrung, die er in der Erzählung Judgment Day (1955) verarbeitete.
Nach der Zeit an der High School studierte De Camp Luftfahrttechnik am California Institute of Technology und schloss sein Studium 1930 mit dem Bachelor ab, studierte danach am Massachusetts Institute of Technology und erwarb 1933 am Stevens Institute of Technology den Master. Nach seinem Ingenieursstudium unterrichtete er bis 1936 bei der Inventors Foundation in Hoboken, danach war er Leiter der Abteilung für Erfindungen und Patente der International Correspondence Schools in Scranton, Pennsylvania, einem Anbieter von Fernunterricht. Ab 1937 arbeitete er als Redakteur bei Fowler-Becker Publishing, wo die Zeitschrift Fuel Oil and Air Conditioning erschien und danach bei der American Society of Mechanical Engineers.

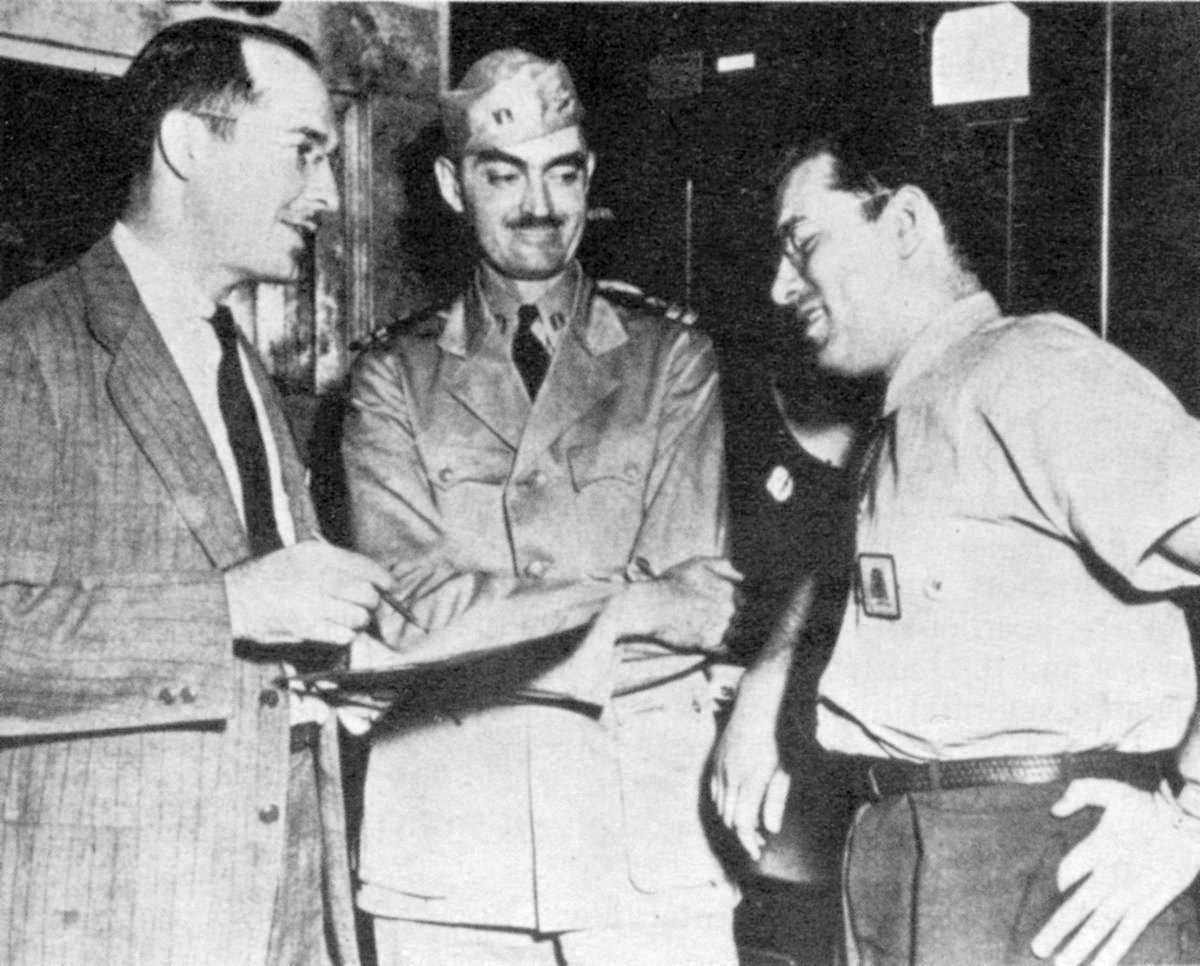
Die SF-Autoren Robert A. Heinlein, Lyon Sprague de Camp und Isaac Asimov auf einem Foto aus dem Jahr 1944

1937 war eine erste Science-Fiction-Geschichte erschienen und De Camp wurde 1938 freier Schriftsteller, was allerdings durch den Zweiten Weltkrieg unterbrochen wurde. 1942 arbeitete er als Ingenieur für die Naval Aircraft Factory in Philadelphia, von 1942 bis 1946 diente er als Lieutenant und Lieutenant Commander in der US Navy Reserve.
Er diente dort zusammen mit Isaac Asimov und Robert A. Heinlein. Die drei nahmen jedoch nicht an Kampfhandlungen teil, sondern dienten bei der Luftfahrt-Versuchsstation der United States Navy.
Nach dem Krieg zog De Camp erst nach Philadelphia, später nach Texas. Er arbeitete weiter als Schriftsteller.
Am 12. August 1939 heiratete De Camp Catherine Crook (1907–2000), mit der er 60 Jahre verheiratet war. Seine Frau, eine ehemalige Erzieherin und selbst Autorin, war ab den 1960ern Co-Autorin vieler seiner Veröffentlichungen. Das Ehepaar hatte zwei Söhne, Lyman Sprague de Camp und Gerard Beekman de Camp, die beide mit ihren Familien in Texas leben.
De Camp beherrschte mehrere Sprachen. Zusammen mit seiner Frau bereiste er bei Recherchen fast die ganze Welt. Das Osterfest 1994 verbrachte das Ehepaar auf der Osterinsel.
Obwohl sein Gesundheitszustand in seinen letzten Lebensjahren immer schlechter wurde, arbeitete De Camp weiter. Er starb sieben Monate nach seiner Frau in Plano, Texas, das beide seit 1989 als ihre Heimat betrachteten. Da er Kriegsteilnehmer war, wurde die Asche des Paares auf dem Arlington National Cemetery beigesetzt.

## Werk

### Science Fiction und Fantasy
De Camp hatte 1936 begonnen, Science-Fiction zu schreiben, doch seine erste Geschichte The Hairless Ones Come wurde mehrfach zurückgewiesen, sodass sie erst 1939 erschien. Auch eine erste Zusammenarbeit mit dem Science-Fiction-Autor P. Schuyler Miller erschien als Genus Homo erst viele Jahre später. Es ist eine Zeitreise-Geschichte, in der eine in einem Tunnel verschüttete Gruppe in einer fernen Zukunft erwacht, in einer Welt, in der die Menschheit verschwunden ist und die von intelligenten Affen beherrscht wird. De Camp nimmt dabei das bekannte Rip-Van-Winkle-Motiv auf und lieferte zugleich einen Vorläufer des inzwischen sehr populären Planet-der-Affen-Stoffs.
Die Zusammenarbeit mit P. Schuyler Miller hatte John D. Clark vermittelt, ein sehr aktiver Science-Fiction-Fan, der auch bei De Camps erster Veröffentlichung wesentlich half.
Die Story The Isolinguals erschien im September 1937 in dem Science-Fiction-Magazin Astounding, kurz bevor John W. Campbell dort Herausgeber wurde.
De Camp hatte Campbell bei einem Treffen in Clarks New Yorker Apartment kennen gelernt, und als er die Anstellung als Redakteur bei Fuel Oil and Air Conditioning nach nur drei Monaten aufgrund von Wirtschaftsturbulenzen wieder verlor, war das der Anlass, eine Laufbahn als professioneller Schriftsteller ernsthaft ins Auge zu fassen.
Während viele frühere Astounding-Autoren mit Campbells Übernahme des Magazins in den Hintergrund traten, wurde De Camp einer der Hauptautoren von Astounding und vor allem des ebenfalls von Campbell herausgegebenen Fantasy-Magazins Unknown, wo 1939 De Camps zusammen mit Horace L. Gold geschriebene Fantasy-Erzählung None but Lucifer und im selben Jahr ein gekürzter Vorabdruck seines ersten Science-Fiction-Romans Lest Darkness Fall erschien.
Lest Darkness Fall ist eine Zeitreise-Geschichte, in der es einen altsprachlich gebildeten Amerikaner in das Rom des sechsten Jahrhunderts verschlägt. Der findet sich dort schnell zurecht und ein Auskommen, indem er die Destillation von Branntwein, die Druckpresse und das Zeitungswesen erfindet. Das genügt seinem Tatendrang jedoch nicht und er versucht, den Untergang der antiken Welt und das heraufkommende dunkle Zeitalter zu verhindern, indem er in den Verlauf der Gotenkriege eingreift. Der Roman wurde vielfach mit Mark Twains Ein Yankee am Hofe des Königs Artus verglichen.
Weitere frühe Arbeiten De Camps sind:
- Hyperpilosity (Astounding, April 1938), worin als Folge einer Virusinfektion jedermann ein Pelz wächst. Als es einem Wissenschaftler endlich gelingt, ein Mittel gegen die Plage zu finden, haben die Menschen sich schon an das ganzkörperbehaarte Leben gewöhnt.
- The Command (Astounding, Oktober 1938), eine Geschichte über Johnny Black, einen Schwarzbären, dessen Gedankenprozesse durch eine experimentelle Droge verstärkt und beschleunigt wurden und der dadurch mit menschlicher Intelligenz begabt, nun zwar lesen, aber nicht sprechen kann, dem es aber dennoch gelingt, einen Anschlag auf die Menschheit mittels intelligenzmindernder Schimmelpilze zu verhindern. Die Story fand mehrere Fortsetzungen.
- The Gnarly Man (Unknown, Juni 1939) handelt von der Entdeckung eines 50.000 Jahre alten Neandertalers, der durch einen Blitzschlag unsterblich geworden, bis in die Gegenwart überlebt hat und als Affenmensch verkleidet in einer Kuriositätenschau arbeitet und dort einer Wissenschaftlerin auffällt. Hintergrund ist, dass ein entsprechend gekleideter Neandertaler unter modernen Menschen kaum auffallen würde. Die Idee wurde 1959 von Philip José Farmer in The Alley Man aufgegriffen (deutsch als Der Müllkutscher, 1983).

Viele Geschichten und Romane de Camps entstanden als Kooperationen. In den ersten Jahren gehörte zu seinen Ko-Autoren Fletcher Pratt, damals Verfasser historischer und militärgeschichtlicher Bücher, gelegentlicher SF-Autor und Übersetzer, den De Camp ebenfalls durch John D. Clark kennengelernt hatte. Aus ihrer Zusammenarbeit entstand 1940 die Figur des Harold Shea, eines Psychologen, der mittels eines Systems „symbolischer Logik“ verschiedene imaginäre Parallelwelten besucht. Es entstand zwischen 1940 und 1954 ein Zyklus von fünf Romanen, in denen die folgenden Fantasiewelten erkundet werden:
- Nordische Mythologie in The Roaring Trumpet (1940, deutsch An den Feuern des Nordens, 1981):
- Edmund Spensers The Faerie Queene in The Mathematics of Magic (1940, deutsch Die Kunst der Mathemagie, 1981)
- Ludovico Ariostos Orlando furioso in The Castle of Iron (1941, deutsch Die stählerne Festung, 1981)
- Elias Lönnrot Kalevala-Epos aus der finnischen Mythologie in Wall of Serpents (1953, deutsch Im Bann der Mathe-Magie, 1974, und Die Mauer der Schlangen, 1982)
- Irische Mythologie in The Green Magician (1954, deutsch Der grüne Magier, 1982)

Die Gesetze der Imaginärwelten weichen von den uns vertrauten Naturgesetzen deutlich ab, insofern beispielsweise Magie funktioniert. Der Rationalist Shea bemüht sich jeweils, die der Magie zugrundeliegenden Prinzipien herauszufinden, was nicht immer gelingt und zu unbeabsichtigten, oft komischen Resultaten führt. Die Harold Shea-Romane zählen zum Subgenre der humoristischen Fantasy, als einer deren Hauptvertreter De Camp gilt. Nach dem frühen Tod von Pratt 1956 wurde die Romanreihe von De Camp und anderen in den 1990er Jahren in einer zweiten Serie fortgesetzt.
Von 1943 bis 1948 erschien nur wenig Erzählerisches von De Camp und seine ersten Publikationen nach seiner Rückkehr ins Zivilleben waren minder erfolgreich. Immerhin markierte The Animal Cracker Plot (Astounding, Juli 1949) den Beginn eines umfangreichen Zyklus von Science-Fiction-Romanen und Erzählungen, meist bekannt als Viagens Interplanetarias, portugiesisch für interplanetare Reisen. Portugiesisch deshalb, weil in der von De Camp entworfenen Zukunft Brasilien die dominierende Weltmacht und Portugiesisch die Landessprache Brasiliens ist. Die meisten der Erzählungen haben die drei nach Hindugottheiten benannten Planeten Vishnu, Krishna und Ganesha als Schauplatz, weshalb die Reihe auch als Krishna-Zyklus bekannt ist. Einen besonderen Platz in der Reihe nimmt der Roman Rogue Queen (1951, deutsch Das Orakel der Fremden, 1978) ein, in dem irdische Raumfahrer auf der Suche nach einem verschollenen Raumschiff auf einem Planeten mit einer humanoiden Bevölkerungen landen, die nach Art eines Bienenstaates organisiert ist. Der  Roman gilt als einer der ersten, die das damals in der Science-Fiction bestehende Tabu sexueller Themen zu durchbrechen begannen.
1949 waren die ersten Ausgaben von The Magazine of Fantasy and Science Fiction erschienen, das mit 2 Cent pro Wort doppelt so viel zahlte wie die bisherigen Magazine und – wie der Titel schon nahelegt – das Gewicht nunmehr auf Fantasy legte. 1950 veröffentlichten De Camp und Pratt hier die erste einer Reihe von Fantasy-Geschichten, die später als Tales from Gavagan’s Bar (1953, deutsch Geschichten aus Gavagans Bar, 1982) gesammelt erschienen. Sam Moskowitz bemerkte dazu: „Die kurzen Geschichten waren offensichtlich den bekannten Jorkens-Geschichten Lord Dunsanys nachgebildet, jede beginnt mit einem in einer Bar gesponnenen Garn. Sie waren großenteils nicht nur nicht gelungen, sondern öde und langweilig.“ Groff Conklin dagegen fand die Geschichten „ganz zauberhaft – weise, verrückt, fantastisch, lustig, warmherzig und oft sehr bewegend“.
Ein weiteres Mal sollte John D. Clark bestimmenden Einfluss auf De Camps Laufbahn nehmen, als er zusammen mit P. Schuyler Miller ihn auf die Erzählungen des 1936 verstorbenen Robert E. Howard verwies.
Als De Camp Ende November 1951 in einem Telefongespräch mit Donald A. Wollheim erfuhr, dass bei Howards Literaturagenten, dem SF-Autor und Herausgeber Oscar J. Friend, noch eine Kiste mit unvollendeten und unveröffentlichten Geschichten Howards lagerte, brachte er sich in deren Besitz und begann, die Storys zu redigieren und zu ergänzen, um sie in einer druckbare Form zu bringen. 1952 erschien überarbeitet The God in the Bowl (deutsch Der Gott in der Schale, 1970), 1953 mit De Camp als Koautor The Treasure of Tranicos (deutsch Der Schatz des Tranicos, 1971) und The Frost Giant's Daughter (deutsch Die Tochter des Frostriesen, 1970) und 1955 unter dem Titel Tales of Conan mehrere orientalische Erzählungen Howards, die De Camp zu Conan-Geschichten umgebaut und mit Fantasy-Elementen angereichert hatte. 1955 wurde er für seine Bemühungen von der Hyborian Legion, einer Vereinigung von Howard-Fans, mit dem Titel des Royal Chronicler ausgezeichnet. Zahlreiche weitere Umarbeitungen, Erweiterungen, sowie mehrere ganz von De Camp geschriebene Conan-Geschichten sollten folgen, viele zusammen mit Lin Carter als Koautor.
Eine weitere Geschichtenserie mit dem Protagonisten Reginald Rivers, einem Großwildjäger, der Dinosaurier-Safaris anbietet, begann 1956 mit A Gun for Dinosaur.
Zu den Jagdgesellschaften, die Rivers auf der Zeitreise ins Mesozoikum begleitet, gehören einige skurrile Figuren, darunter Wissenschaftler, die den Einschlag des Asteroiden miterleben wollen, der die Dinosaurier ausgelöscht hat. Neben der von De Camp ganz ernsthaft behandelten Frage, welcher Typ von Gewehr für das Erlegen von Sauriern am geeignetsten ist, behandelt er auch das Problem eventueller Auswirkungen des Abschusses ganzer Dinosaurier-Populationen auf die Evolution.
Die Reginald-Rivers-Geschichten erschienen 1993 gesammelt in Rivers of Time
Neben seinen SF- und Fantasy-Romanen, die teils durch Behandlung von Zeitreise-Themen, teils durch einer mittelalterlichen oder archaischen Vergangenheit ähnelnde Schauplätze sich öfters dem historischen Roman annäherten, hat De Camp seiner Neigung zu historischen Themen auch direkter entsprochen, indem er Autor mehrerer ausgewiesener historischer Roman ist, deren bekanntester ist An Elephant for Aristotle (1958, deutsch Ein Elefant für Aristoteles, 1989). Weitere Titel sind The Dragon of the Ishtar Gate (1961), The Arrows of Hercules (1965), The Bronze God of Rhodes (1960) und The Golden Wind (1969).

### Sachbücher
Zu De Camps bekannteren nichtliterarischen Arbeiten zählt die 1975 erschienene Biographie von H. P. Lovecraft, die 2002 auch in Übersetzung erschienen ist. Es war die erste alle Aspekte des Lebens und Werks von Lovecraft behandelnde Arbeit, die zwar aus diesen und jenen Gründen kritisiert wurde, bis zum Erscheinen der Lovecraft-Biographie von S. T. Joshi (1996, erweiterte Neuausgabe als I am Providence, 2013) als maßgeblich galt.
Eine weitere Biografie De Camps ist Dark Valley Destiny (1983) über Robert E. Howard, den Schöpfer von Conan, der 1936 im Alter von 30 Jahren Selbstmord beging.
Es ist nicht De Camps einzige Beschäftigung mit den Autoren der Heroic Fantasy, so schrieb er bereits 1975 eine erste Biographie Howards (The Miscast Barbarian). Weitere Titel aus diesem Themengebiet sind Blond Barbarians and Noble Savages (1975) und Literary Swordsmen and Sorcerers (1976), nicht zu vergessen seine Autobiographie Time and Chance (1996), für die er 1997 mit dem Hugo Award ausgezeichnet wurde.
Obwohl ein Autor phantastischer Geschichten, war De Camp ein ausgewiesener Skeptiker (und Mitglied der Skeptics Society), der sich darum bemühte, verbreitetem Aberglauben und pseudowissenschaftlichen Humbug durch nüchtern-rationale Darstellung entsprechender Themen gegenüberzutreten, wobei er sich nicht darauf beschränkte, irrationale Sichtweisen zu widerlegen, sondern solche Sichtweisen selbst zum Gegenstand machte und sie als historisch-kulturelle Phänomene beschrieb.
Mit seinem 1948 verfassten, 1954 erstmals in Buchform veröffentlichten und 1970 neu aufgelegten Buch Lost continents: the Atlantis theme in history, science, and literature, das 1975 unter dem  Titel Versunkene Kontinente: von Atlantis, Lemuria und anderen untergegangenen Zivilisationen auch in deutscher Sprache erschien, legte De Camp die erste umfassende, populärwissenschaftliche Abhandlung zur historischen Entwicklung des Atlantismythos und seiner Rezeption im Kontext von Zeit-, Kultur-, Literatur- und Wissenschaftsgeschichte vor. De Camp stellte die Suche nach Atlantis als historisch-geographischer Entität als sinnlos dar und prägte den Begriff „Atlantismus“ (englisch ‚Atlantism') als abwertende Bezeichnung für die pseudowissenschaftliche Literatur über Atlantis. Das Werk zählt aufgrund der darin vorgestellten großen Materialfülle heute zur atlantologischen Standardliteratur. In diesen Themenbereich gehört auch das zusammen mit Willy Ley verfasste Buch Lands Beyond, das sich mit verschiedenen geographischen Mythen befasst, wie zum Beispiel dem sagenhaften Reich des Priesterkönigs Johannes oder dem Goldland Eldorado. 1953 wurde es mit dem International Fantasy Award ausgezeichnet.
Aus seiner Auseinandersetzung mit dem Okkulten entstand zusammen mit seiner Frau das 1966 erschienene Buch Spirits, Stars, and Spells: The Profits and Perils of Magic.
Das Buch The Ragged Edge of Science (1980) schließlich ist eine Sammlung verschiedener Artikel De Camps, in denen er sich in unterhaltsamer Form mit verschiedenen pseudowissenschaftlichen Theorien, insbesondere im Bereich der Vorgeschichte, und mit verschiedenen Spielformen des Okkultismus auseinandersetzt.
In seinem Sachbuch Ancient Ruins (deutsch Geheimnisvolle Stätten der Geschichte, 1966) beschreibt er, zusammen mit seiner Frau, ausführlich einige bedeutende Stätten der Vergangenheit, unter anderem Troja, die Pyramiden von Gizeh, Stonehenge und Rapa Nui. De Camp belässt es dabei nicht bei einer ausführlichen Beschreibung, sondern beleuchtet ebenfalls die Mythen und Legenden, die sich um diese Orte gerankt haben und ranken, sowie die daraus entstehenden Kontroversen. Die Metropolen der antiken Welt beschrieb De Camp in Great Cities of the Ancient World (1972, deutsch als New York lag einst am Bosporus, 1972).
Eine weitere Gruppe von Werken bilden seine Arbeiten zur Technikgeschichte. Hierher gehören The Evolution of Naval Weapons (1947), The Heroic Age of American Invention (1961) und The Ancient Engineers (1963) über antike Technikgeschichte, deutsch als Ingenieure der Antike (1964). Die Geschichte der Wissenschaften in den Vereinigten Staaten behandelt The Story of Science in America (1967, zusammen mit seiner Frau) und die Entdeckungsgeschichte der Antarktis beschreibt er in Antarctic Conquest (1949, mit Finn Ronne).
Mit Charles Darwins Evolutionslehre setzt sich De Camp in Darwin and His Great Discovery (1972, zusammen mit seiner Frau) auseinander. Um die kulturellen Konsequenzen geht es in The Great Monkey Trial (1968), der das auch als Scopes-Affenprozess bekannte Gerichtsverfahren von 1925 behandelt, in dem ein Gericht in Dayton, Tennessee einen Lehrer aufgrund des Butler Acts zu einer Geldbuße verurteilte, weil er entgegen biblischer Lehre die Entstehung des Menschen nicht auf göttliche Schöpfung, sondern auf die Evolution aus tierischen Vorfahren zurückgeführt hatte. In Zusammenhang mit der menschlichen Evolutionsgeschichte schrieb De Camp auch ein Buch über das Fortwirken evolutionärer Anpassungen in der menschlichen Kultur und damit verbundene Probleme (The Ape-Man Within, 1995), das allerdings als zu stark vereinfachend und ungenau im Detail kritisiert wurde.
Zwei seiner sich eher an jugendliche Leser richtenden Bücher über Wissenschaft und Technik wurden auch ins Deutsche übersetzt, nämlich Engines (1959) als Motoren: vom Wasserrad zu Atomreaktor (1972) und Man and Power : The Story of Power from the Pyramids to the Atomic Age (1961) als Der Mensch und die Energie: Von den Pyramiden bis zur Kernspaltung (1968).
Schließlich schlägt Elephant (1964), ein Buch über den Elefanten in Geschichte und Vorgeschichte den Bogen zum belletristischen Werk De Camps, in dem Elefanten (oder auch Mammute) immer wieder eine Rolle spielen, was auf eine lebenslange Faszination De Camps durch diese Spezies deutet. So erscheint in An Elephant for Aristotle (1958, deutsch Ein Elefant für Aristoteles, 1989) der Elefant schon im Titel und in Lest Darkness Fall verfasst der Protagonist ein Traktat über den Elefanten.
1953 veröffentlichte er zusammen mit seiner Frau das Science-Fiction Handbook, in dem sie eine Darstellung der amerikanischen Science-Fiction, der SF-Literaturszene und Handreichungen und Ratschläge für angehende SF-Autoren geben. Eine überarbeitete Neufassung erschien 1975.

## Rezeption
Isaac Asimov, der mit den De Camps bis zum Ende seines Lebens befreundet war, sagte in einer Rede anlässlich der World Fantasy Convention 1990 über De Camp: „Er ist einer der wenigen Science-Fiction-Autoren, die ebenso in der Belletristik wie in der Sachliteratur zu Hause sind. Zusammen mit Willy Ley und Martin Gardner ist er einer der großen Rationalisten unter den Science-Fiction-Autoren…“
Robert A. Heinlein antwortete auf die Frage nach De Camps Werk mit einer Analogie:
„Die beste Fantasy ist wie ein leichter Wein, die schlechteste bloß Limonade. Die besten Weltraumabenteuer sind wie guter Bourbon, die schlechtesten wie Darmfäule. In dieser Analogie ist de Camps Werk ein sehr trockener Martini.“

## Mitgliedschaften
De Camp war Mitglied zahlreicher gelehrter Gesellschaften und wissenschaftlicher Vereinigungen, darunter:
- American Historical Association
- History of Science Society
- International Phonetic Association
- Society for the History of Technology
- Skeptics Society

Daneben war er Mitglied mehrerer Schriftstellervereinigungen und Fandom-Gruppen, namentlich:
- Science Fiction Writers of America
- Authors Guild
- Swordsmen and Sorcerers’ Guild of America
- Hyborian Legion
- Dark Brotherhood

Und schließlich war er mit Philadelphia besonders verbunden und daher Mitglied in:
- Academy of Natural Sciences of Drexel University, Philadelphia
- Athenaeum of Philadelphia
- Fellows in American Studies, Franklin Inn Club, Philadelphia
- University of Pennsylvania Museum of Archaeology and Anthropology

## Auszeichnungen
- 1953: Cleveland Science Fiction Award für Tales from Gavagan's Bar (mit Fletcher Pratt)[9]
- 1953: International Fantasy Award für Lands beyond (zusammen mit seinem Ko-Autor Willy Ley)
- 1959: Fiction Award of the Athenaeum of Philadelphia für An Elephant for Aristotle
- 1965: Invisible Little Man Award der The Elves', Gnomes' and Little Men's Science Fiction, Chowder and Marching Society[10][9]
- 1966: Ehrengast der 24th World Science Fiction Convention[9]
- 1969: Eastern Science Fiction Association Award[10]
- 1972: Ehrengast der Boskone IX-Convention der New England Science Fiction Association[10]
- 1973: British Fantasy Award für The Fallible Fiend als beste Kurzgeschichte
- 1973: Pat Terry Award[9]
- 1976: Gandalf Grand Master Award
- 1977: Forry Award
- 1979: SFWA Grand Master Award
- 1984: World Fantasy Award für das Lebenswerk
- 1989: First Fandom Hall of Fame Award
- 1990: Analog Readers Poll
- 1993: Gallun Award
- 1996: Sidewise Award for Alternate History
- 1997: Hugo Award für das Sachbuch Time & Chance: An Autobiography
- 1998: Pilgrim Award